# Rudolf Gyger
Rudolf Gyger (16. april 1920 - 1996) var en schweizisk fodboldspiller (forsvarer). Han spillede for Neuchâtel Xamax og for Schweiz' landshold. Han var med i den schweiziske trup til VM 1950 i Brasilien, men kom dog ikke på banen i turneringen, hvor schweizerne blev slået ud efter det indledende gruppespil. Han nåede i alt at spille 24 landskampe.